# توتسي
التوتسي (بالإنجليزية: Tutsi) ويعرفون أيضًا باسم باتوسي أو توسي أو واتوسي أو واتوتسي هي مجموعة عرقية تعيش في منطقة البحيرات العظمى الأفريقية. بلغ إجمالي عدد سكان رواندا وبوروندي حوالي 13 مليون نسمة في عام 1994 نسمة معظمهم كاثوليك وأقلية مسلمة. وهم ثاني أكبر مجموعة عرقية في دولتي رواندا و وبوروندي من اصل ثلاث مجموعات عرقية ( أكبر مجموعة هي الهوتو بالإضافة الى مجموعة التوا). يعيش التوتسي أيضًا في الجزء الشمالي الشرقي من جمهورية الكونغو الديمقراطية (زائير سابقًا). ويعيشون بالقرب من مدينة بوكافو في منطقة مولينج.و يُعرفون فيها باسم (بانيامولينج).
تاريخيًا، كان التوتسي من رعاة الماشية. وقبل عام 1962، كانوا يسيطرون على المجتمع الرواندي، الذي كان يتألف من أرستقراطية التوتسي وعامة الناس من الهوتو، وكانوا يحتلون المناصب المهيمنة في المجتمع الطبقي الحاد ويشكلون الطبقة الحاكمة

## لغة التوتسي
يتحدث التوتسي لغة البانتو الوسطى، والتي تعرف باسم كينيارواندا في رواندا وكيروندي في بوروندي. كما يتحدث العديد من التوتسي في رواندا وبوروندي اللغة الفرنسية، لغة حكامهم البلجيكيين السابقين.
ويتحدث بعض التوتسي الذين كانوا لاجئين في اوغندا اللغة الانجليزية ايضا.

## ثقافة التوتسي

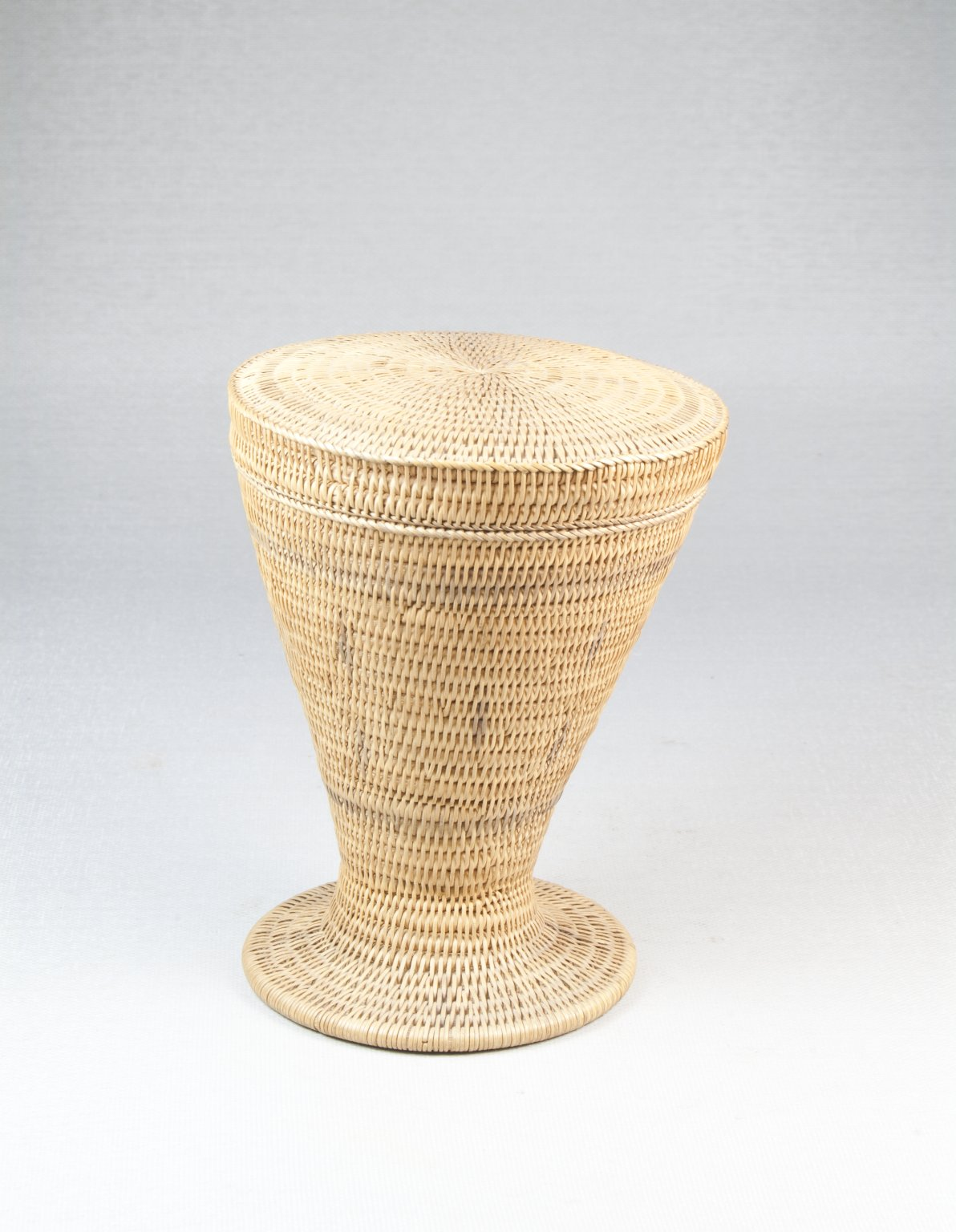
سلة التوتسي التقليدية

الغناء والرقص والطبول مهمون لدى التوتسي فقد كان هناك مجموعات للطبول والرقص تؤدي عروضا للملوك في رواندا وبوروندي، حيث كان يتم وضع طبلة مركزية حولها عشرين طبلة يتحرك حولها الطبالون في شكل دائرة يتناوبون فيها على ضرب الطبلة المركزية.
لطالما كان رعي الماشية يتمتع بمكانة أعلى بين التوتسي من الزراعة وقد كانوا يؤلفون العديد الاغاني والاناشيد عن الصيد والاغاني التي تمجد الماشية (الأبيكوبا) بالانجليزية ibicuba.
اما منازل التوتسي التقليدية فقد اخذت شكل أكواخ مبنية من الخشب والقصب والقش يحيط بها اسوار.

## خلفية تاريخية
قبل الحقبة الاستعمارية كان الفرق بين التوتسي والهوتو اجتماعيا في الغالب، فاحتل التوتسي عموما الطبقات العليا في النظام الاجتماعي حيث كانوا مسيطرين على النظام الملكي الحاكم، على الرغم من انهم كانوا يعتبرون اقلية ويشكلون 14% من التعداد السكاني فقط بينما احتل الهوتو الطبقات الدنيا. وقد ساعد نظام تجارة الماشية في الحفاظ على التعايش السلمي بين المجموعتين، حيث كان الاثرياء ( في الغالب من التوتسي) يقرضون الفقراء ( في الغلب من الهوتو) الماشية، وفي مقابل ذلك حصل التوتسي على عمل الهوتو ودعم وولائهم السياسي. وقد كان هناك كان هناك تزاوج بين المجموعتين لقرون من الزمن حتى بداية فترة الاستعمار البلجيكي.
استعمرت المانيا رواندا من عام 1897 إلى عام 1916 وعززت فيه من هيمنة الطبقة الحاكمة التوتسية وتلتها بلجيكا خلال الحرب العالمية الاولى وحتى عام 1961 التي استمرت في هذا النهج. وفي فترة الاستعمار البلجيكي لرواندا سمحت الحكومة الاستعمارية بالتعليم والمشاركة في الحكومة للتوتسي فضلا عن غيرهم من الهوتو.
في الاول من نوفمبر من عام 1959 قام الهوتو بثورة ضد الاستعمار، عرفت بالثورة الاجتماعية والتي استمرت حتى عام 1961 قبيل حصول رواندا على استقلالها. اتسمت هذه الثورة بالعنف وتسببت في تهجير 330000 من التوتسي الى خارج رواندا وقتلت ما يقدر ب 20,000 منهم. ونتج عن هذه الثورة الغاء النظام الملكي التوتسي، واصبحت بذلك رواندا جمهورية، ومن ثم حصلت رواندا علي استقلالها عام 1962.

## الابادة الجماعية للتوتسي
في عام 1994 بدأت حملة الابادة الجماعية في رواندا واستمرت لمدة 100 يوم، كان الفتيل الطي اشعل هذه المجزرة هو اسقاط طائرة كانت تقل هابياريمانا والرئيس البوروندي سيبريان نتارياميرا فوق كيغالي عاصمة رواندا وعلى الرغم من انه لم يتم تحديد هوية من قام بهذا الفعل الا ان عمليات القتل الممنهجة ضد التوتسي والهوتو المعتدلين بدأت في اليوم ذاته. وبناء على احصائيات الامم المتحدة فقد بلغ عدد ضحايا الابادة 800,000 قتيلا، أما حكومة رواندا فقد قدرت عدد الضحايا بما يزيد عن مليون شخص، ومع ذلك من الصعب تقديم عدد دقيق للضحايا حيث المقابر الجماعية لا تزال تكتشف حتى اليوم، ففي كانون الثاني / 2024 تم اكتشاف موقع في منطقة هوي جنوبي رواندا يحتوي على رفات 119 شخص.